# Prepoznavanje po glasu
Prepoznavanje po glasu je identifikacija osobe prema karakteristikama glasova. Koristi se za odgovor na pitanje „Ko govori?” Termin prepoznavanje glasa može se odnositi na prepoznavanje govornika ili prepoznavanje govora. Verifikacija govornika (koja se naziva i autentifikacija govornika) je u suprotnosti sa identifikacijom, a prepoznavanje govornika se razlikuje od dijarizacije govornika (prepoznavanje kada govori isti govornik).
Prepoznavanje govornika može da pojednostavi zadatak prevođenja govora u sistemima koji su obučeni za određene glasove ili se može koristiti za autentifikaciju ili verifikaciju identiteta govornika kao deo bezbednosnog procesa. Prepoznavanje govornika ima istoriju koja datira unazad više od četiri decenije i koristi akustične karakteristike govora za koje je utvrđeno da se razlikuju među pojedincima. Ovi akustični obrasci odražavaju anatomiju i naučene obrasce ponašanja.

## Literatura
- Homayoon Beigi (2011), "Fundamentals of Speaker Recognition", Springer-Verlag, Berlin. . 2011. ISBN 978-0-387-77591-3. Недостаје или је празан параметар |title= (помоћ)
- "Biometrics from the movies" –National Institute of Standards and Technology
- Elisabeth Zetterholm (2003), Voice Imitation. A Phonetic Study of Perceptual Illusions and Acoustic Success, Phd thesis, Lund University.
- Md Sahidullah (2015), Enhancement of Speaker Recognition Performance Using Block Level, Relative and Temporal Information of Subband Energies, PhD thesis, Indian Institute of Technology Kharagpur.

## Spoljašnje veze
- Circumventing Voice Authentication Архивирано јун 10, 2008 на сајту  The PLA Radio podcast recently featured a simple way to fool rudimentary voice authentication systems.
- Speaker recognition – Scholarpedia
- Voice recognition benefits and challenges in access control
- bob.bio.spear
- ALIZE